# Parque nacional de Anavilhanas
Anavilhanas (en portugués: Arquipélago de Anavilhanas) es un archipiélago y estación ecológica en el estado de Amazonas, en Brasil. Ubicada en el Río Negro, aproximadamente 70 km hacia arriba de Manaos, la capital del estado. En este lugar el río alcanza un ancho de 27 km. Es el más grande archipiélago de agua dulce del mundo, con alrededor de 400 islas. Una sinuosa cadena de islas que se extiende sobre 90 kilómetros. Durante la temporada de las aguas altas, la mitad de ellas está sumergida, formando así el bosque flotante, una inmensidad de ensenadas y canales. Una vegetación densa sirve de refugio a distintas aves, mariposas, iguanas, roedores, monos, o serpientes. La vida acuática de sus aguas negras es extremadamente rica: varias especies de peces, como el célebre paiche, el cichla, las pirañas, habitan allí, así como los caimanes, delfines y manatíes.

## Galería de imágenes

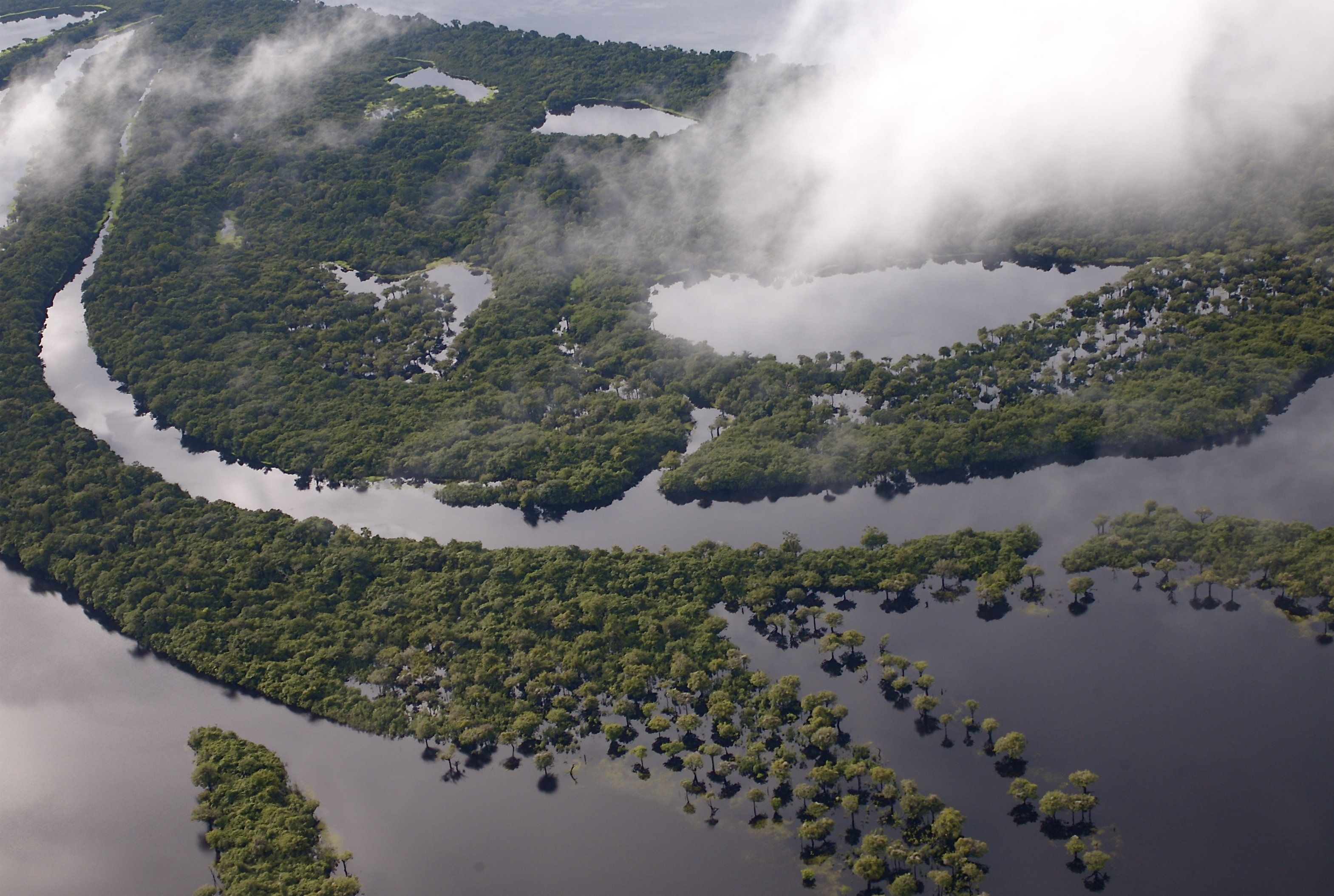
Una vista vertical del archipiélago.
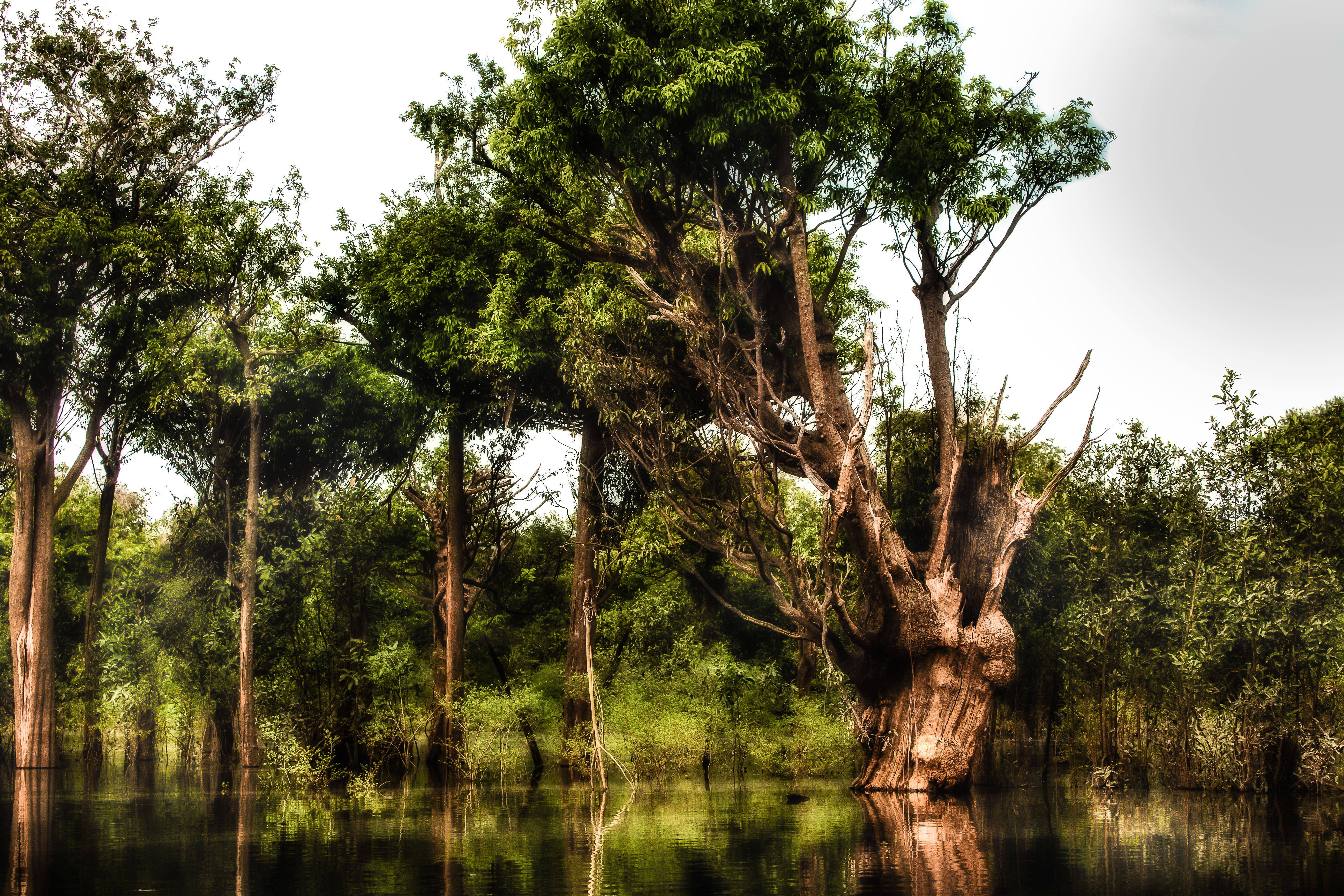
Las islas Anavilhanas
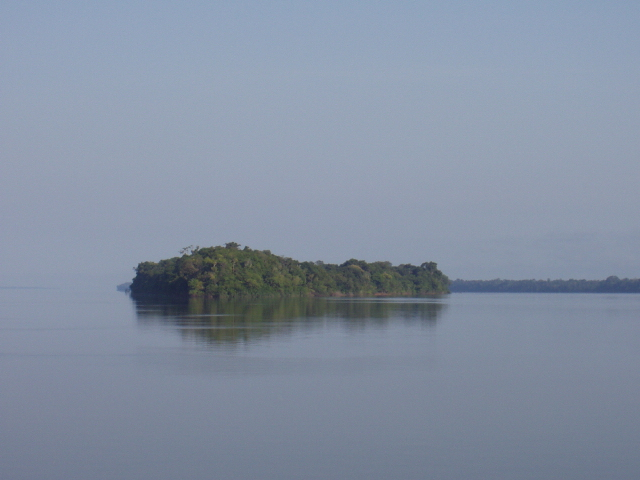
Islote en el río Negro, en el archipiélago de Anavilhanas
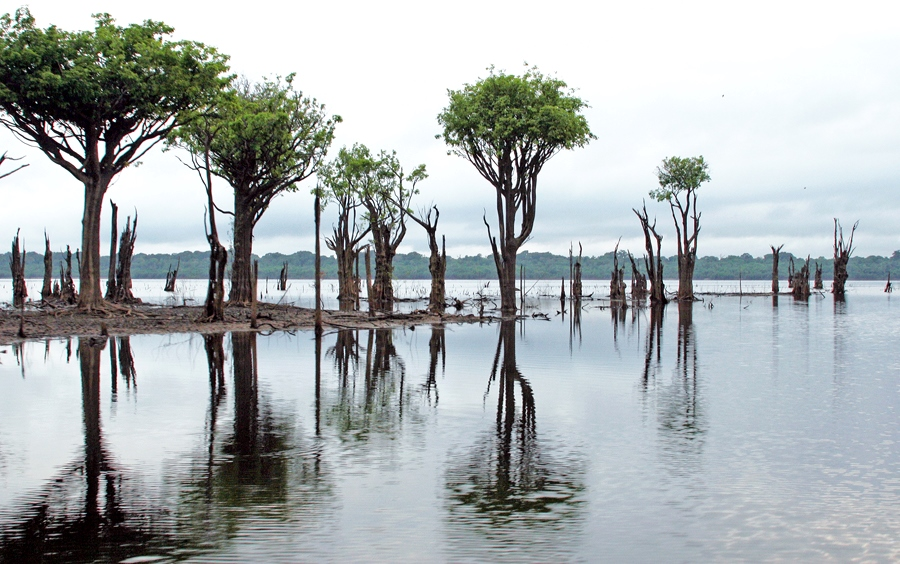
Bosque inundado